# 2. československá fotbalová liga
2. československá fotbalová liga, zkráceně 2. liga nebo II. liga, byla v letech 1929–1950 a 1953–1977 druhou nejvyšší fotbalovou soutěží na území Československa. Byla založena v roce 1929, zanikla v roce 1977 při reorganizaci nižších soutěží. V sezonách 1951 a 1952 se nehrála.
První dva ročníky 1929/30 a 1930/31 hrálo 8 mužstev, nejvíce účastníků – 97 rozdělených do 7 skupin – startovalo v prvním poválečném ročníku 1945/46.

## Názvy soutěže
- 1929/30–1933/34: 2. asociační liga
- 1934/35–1947/48: Divize
- 1948: Zemská soutěž
- 1949: Oblastní soutěž
- 1950: Celostátní československé mistrovství II
- 1951–1952: Druhá liga se nehrála, na první ligu navazovaly na dvě desítky krajských přeborů.
- 1953–1955: Celostátní československá soutěž v kopané
- 1956–1977: 2. československá fotbalová liga

Poznámky:
- Ročník 1948/49 byl po podzimu 1948 ukončen z důvodu přechodu na hrací systém jaro–podzim dle sovětského vzoru od jara 1949. V souvislosti s únorem 1948 a zrušením zemského zřízení k 31. prosinci 1948 byla soutěž přejmenována na oblastní soutěž.
- Ročníky 1949–1950 a 1953–1956 byly hrány systémem jaro–podzim.
- Ročník 1957/58 byl hrán tříkolově na jaře 1957, na podzim 1957 a na jaře 1958 z důvodu přechodu zpět na hrací systém podzim–jaro od ročníku 1958/59.

## Přehled vítězů od roku 1950
Zdroj: 
- 1950 – ZSJ Trojice Ostrava
- 1951 – Soutěž se nehrála.
- 1952 – Soutěž se nehrála.
- 1953 – DSO Spartak Praha Stalingrad (sk. A) a DŠO Iskra Žilina (sk. B)
- 1954 – DSO Jiskra Liberec (sk. A) a DŠO Spartak Trnava (sk. B)
- 1955 – DSO Spartak ZVÚ Hradec Králové (sk. A) a DŠO Spartak VSS Košice (sk. B)
- 1956 – Tankista Praha (sk. A) a Rudá hvězda Brno (sk. B)
- 1957/58 – TJ Spartak Praha Stalingrad (sk. A) a TJ Dynamo Žilina (sk. B)
- 1958/59 – TJ Spartak Hradec Králové (sk. A) a TJ Slovan Nitra (sk. B)
- 1959/60 – TJ SONP Kladno (sk. A) a TJ TTS Trenčín (sk. B)
- 1960/61 – TJ Spartak LZ Plzeň (sk. A), TJ Spartak Královo Pole Brno (sk. B) a TJ Dynamo Žilina (sk. C)
- 1961/62 – TJ Dynamo Praha (sk. A), TJ Rudá hvězda Brno (sk. B) a TJ Jednota Trenčín (sk. C)
- 1962/63 – TJ Spartak Praha Motorlet (sk. A), TJ Spartak ZJŠ Brno „B“ (sk. B) a TJ VSS Košice (sk. C)
- 1963/64 – TJ Slovan Teplice (sk. A), TJ Jiskra Otrokovice (sk. B) a TJ Spartak Trnava (sk. C)
- 1964/65 – TJ Slavia Praha (sk. A), AS Dukla Praha „B“ (sk. B) a TJ Lokomotíva Košice (sk. C)
- 1965/66 – TJ Bohemians ČKD Praha (sk. A) a TJ Jednota Žilina (sk. B)
- 1966/67 – TJ Škoda Plzeň (sk. A) a TJ Baník Ostrava (sk. B)
- 1967/68 – TJ VCHZ Pardubice (sk. A) a AS Dukla Banská Bystrica (sk. B)
- 1968/69 – TJ Bohemians ČKD Praha (sk. A) a TJ Tatran Prešov (sk. B)
- 1969/70 – TJ Škoda Plzeň
- 1970/71 – TJ Zbrojovka Brno
- 1971/72 – TJ Spartak Hradec Králové
- 1972/73 – TJ Inter Bratislava
- 1973/74 – TJ TŽ Třinec
- 1974/75 – TJ Lokomotíva Košice
- 1975/76 – TJ VP Frýdek-Místek
- 1976/77 – TJ Tatran Prešov

Poznámky:
- 1950: V tomto ročníku se hrálo poprvé v jediné skupině.
- 1953–1959/60, 1965/66–1968/69: V těchto ročnících se hrálo ve dvou skupinách.
- 1960/61–1964/65: V těchto ročnících se hrálo ve třech skupinách.
- 1969/70–1976/77: V těchto ročnících se hrálo v jediné skupině.